# Guillermo de la Peña Cusi
Guillermo de la Peña Cusi va ser un militar espanyol.

## Biografia
Militar procedent de l'arma d'infanteria, es va traslladar al nord d'Àfrica i va participar en la Guerra del Marroc. Va destacar durant la retirada de Xauen en 1924, durant la qual va intervenir al capdavant d'una columna que va cobrir la retirada del gruix de les tropes espanyoles. Posteriorment va aconseguir el rang de tinent coronel.
El novembre de 1925 va ser nomenat governador general del Sàhara. Sota el seu mandat va començar una reestructuració de les forces militars acantonades al territori saharaui, així com de l'administració colonial. Va deixar el càrrec en 1932, i fou substituït per Eduardo Cañizares Navarro.
Al començament de la Guerra Civil Espanyola ostentava el rang de coronel i estava al capdavant d'una Caixa de reclutament. Es va mantenir fidel a la República. Va ser nomenat president del tribunal militar que va jutjar als caps rebels que es van revoltar a Barcelona el 19 de juliol de 1936. Posteriorment va ser posat al capdavant d'una de les divisions administratives del recentment creat Exèrcit Popular de Catalunya, amb la seva caserna general a Barcelona, encara que seria per poc temps.
Capturat pels franquistes al final de la contesa, va ser jutjat i condemnat a mort, encara que la pena seria commutada.